# 하나 아이겔

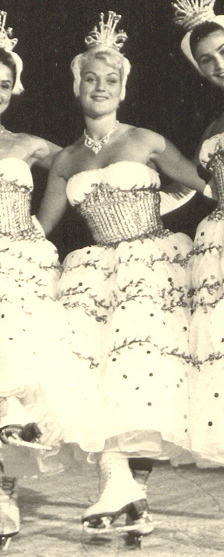

하나 아이겔(1939년 5월 20일 ~, 빈 출생)은 오스트리아의 피겨 스케이팅 선수였다. 1955년과 1957년 유럽 선수권 대회에서 우승했고 1957년 세계 선수권 대회에서 은메달을 획득했다.
그녀는 5위를 한 1956년 동계 올림픽에서 오스트리아를 대표했다.

## 생애
그녀는 1946년 겨울에 7세의 나이로 피겨 스케이팅 훈련을 시작했다.

## 대회 성적
| Event            | 1954 | 1955 | 1956 | 1957 |
| ---------------- | ---- | ---- | ---- | ---- |
| 동계 올림픽      |      |      | 5th  |      |
| 세계 선수권 대회 | 7th  | 3rd  | 5th  | 2nd  |

## 참조
- Sports-reference Profile